# 創価女子短期大学
創価女子短期大学（そうかじょしたんきだいがく、英語: Soka Women's College）は、東京都八王子市丹木町1-236に本部を置く日本の私立大学。1985年創立、1985年大学設置。大学の略称は創女短・創短 ・SWC。

## 概観

### 大学全体
- 東京都八王子市に所在する日本の私立短期大学で、設置主体は学校法人創価大学[1]。
- 1985年に開学し[注 2]、創価大学と同じ敷地内にある。
- 2018年度入学生より、開学当初から維持してきた2学科体制を1学科体制に縮小。
- 2025年度入学生を最後に[注釈 1]、短期大学としての使命を終え、閉校することが決定している。

### 建学の精神（校訓・理念・学是）
- 創価女子短期大学における建学の精神
  - 「知性と福徳ゆたかな女性」
  - 「自己の信条をもち人間共和をめざす女性」
  - 「社会性と国際性に富む女性」

### 学風および特色
- 創価女子短期大学は2007年度、財団法人短期大学基準協会における第三者評価の結果、「適格」認定を受けている。
- 創価大学と同じキャンパスに設置されている関係上、両者との交流は深い。卒業後、創価大学へ編入学する学生も多い。
- 各種簿記大会での優勝実績、ビジネス文書技能検定で「文部科学大臣賞」を受賞などの実績がある。
- 学生寮が併設されている。
- 2012年度より全学生にタブレット端末「iPad」を配付している。

## 沿革
- 1969年
  - 7月20日 創価女子短期大学設立構想が発表される[5]。
- 1970年
  - 10月4日 創価女子短期大学設立準備委員会が発足する[6]。
- 1984年
  - 4月10日 創価女子短期大学の起工式が実施される[5]。
  - 12月19日 左記を以て文部省[注 3]より短期大学の設置が認可される[7]。
- 1985年
  - 4月1日 学校法人創価大学の下に創価女子短期大学が以下の学科体制にて開学[注 4]。
    - 経営科 入学定員150名
    - 英語科 入学定員100名

  - 5月1日 学生数[10]/定員
    - 経営科 205[注釈 2]/150
    - 英語科 168[注釈 2]/100
- 1986年
  - 5月1日 学生数[11]/定員
    - 経営科 400[注釈 2]/300
    - 英語科 208[注釈 2]/200
- 1987年
  - 5月1日 学生数[12]/定員
    - 経営科 402[注釈 2]/300
    - 英語科 267[注釈 2]/200
- 1991年
  - 4月1日 以下、臨時定員増を実施する[注 5]。
    - 経営科 入学定員150→200
    - 英語科 入学定員100→200

  - 5月1日 学生数[17]/定員
    - 経営科 399[注釈 2]/350
    - 英語科 334[注釈 2]/300
- 1992年
  - 5月1日 学生数[注 6]/定員
    - 経営科 414[注釈 2]/400
    - 英語科 413[注釈 2]/400
- 1999年
  - 5月1日 学生数[20]/定員
    - 経営科 419[注釈 2]/400
    - 英語科 416[注釈 2]/400
- 2000年
  - 4月1日 以下、学科の定員減あり[21]。
    - 経営科 200[22]→195[注釈 3]
    - 英語科 200[22]→190[注釈 3]
- 2001年
  - 4月1日 以下、学科の定員減あり[注 7]。
    - 経営科 195→190
    - 英語科 190→180
- 2002年
  - 4月1日 以下、学科の定員減あり[注 8]。
    - 経営科 190→185
    - 英語科 185→170
- 2003年
  - 4月1日 以下、学科の定員減あり[注 9]。
    - 経営科 185→180
    - 英語科 180→160
- 2004年
  - 4月1日 以下、学科名を改称あり[注 10]。
    - 経営科→現代ビジネス学科[注 11]
    - 英語科→英語コミュニケーション学科[注 12]
- 2005年
  - 4月1日 この年度以降に、以下の定員減あり。
    - 現代ビジネス学科 175→150
    - 英語コミュニケーション学科 150→125

  - 7月 文部科学省「特色ある大学教育支援プログラム」に採択[5]。
- 2009年
  - 7月 文部科学省「大学教育学生支援推進事業」に採択[5]。
- 2010年
  - 文部科学省「大学生の就業力育成支援事業」に採択。
- 2013年
  - 文部科学省「私立大学教育研究活性化設備整備事業」に採択。
- 2015年
  - 4月1日 英語コミュニケーション学科の入学定員を125→100に減員[注 13]。
- 2017年
  - 4月1日 以下の学科については、この年度で学生募集を最終とする[注 14]。
    - 英語コミュニケーション学科[注 15]
- 2018年
  - 4月1日 現代ビジネス学科を国際ビジネス学科に改組し、入学定員を150→250に増員[注 16]。
- 2023年
  - 4月1日 国際ビジネス学科の入学定員を250→150に減員[1]。
- 2025年
  - 4月1日 この年度で短期大学としての学生募集を最終とする[注釈 1]。

## 基礎データ

### 理事長
- 田代康則（2004年4月～）

### 学長
- 水元昇（2019年4月～）

### 学生数
- 192名（2024年5月現在）

### 象徴
- 創価大学・創価学園のものと類似しているが、創価女子短期大学の校章は輪郭のみが描かれるのが特徴[注 17]。
- 創価女子短期大学歌『誉（は）れの青春』
  - 山本伸一作詞、野田順子（のだ よしこ）作曲[40]。

### 所在地
- 東京都八王子市丹木町1-236

### 交通アクセス
- 京王八王子駅・JR八王子駅北口から北へ4㎞、西東京バスで約15-20分
- 京王八王子駅4番乗り場、JR八王子駅北口11番乗り場（16号06）12番乗り場（ひ02・ひ04）、JR八王子駅北口14番乗り場（平日・土曜日の午前中のみ使用）から出発
- 【ひ02】ひよどり山トンネル経由創価大学正門・東京富士美術館行き
- 【ひ04】ひよどり山トンネル経由東京富士美術館・創価大学循環
- 【直通】ひよどり山トンネル経由創価大学正門・東京富士美術館行き（JR八王子駅北口始発）
- 【急行】ひよどり山トンネル経由創価大学栄光門行き（創価大学正門・東京富士美術館⇒創価大学創大門⇒善太郎坂下⇒創価大学栄光門の順に停車）（JR八王子駅北口始発）
- 【16号06】国道16号線経由東京富士美術館・創価大学循環
- 【高月03】拝島駅ー純心女子学園ー創価大学正門・東京富士美術館ー工学院大学
- 【美49】楢原町ー創価大学正門・東京富士美術館

## 教育および研究

### 組織

#### 学科
- 国際ビジネス学科 入学定員150名[1]

#### 過去の学科体制
- 現代ビジネス学科→国際ビジネス学科
- 英語コミュニケーション学科 入学定員100名[注釈 4]

### 教育
- 地球市民教養科目として、「人間教養科目」群、「地球社会科目」群、「キャリア関連科目」群がある。また、イタリア・中国・韓国の各国の言語・文化を学ぶ科目もある。
- アメリカ創価大学への短期留学プログラム、ニュージーランド・オタゴ大学への春季語学研修プログラムがある。
- Next 創短！2024
  - ホテル・航空業界への特設クラス
    - 英語の学びと業界に特化した授業を組み合わせ、これらの業界で活躍できる人材を育成するための少人数・ハイレベルの特設クラス

  - 資格 de キャリア
    - 秘書・一般事務（秘書検定、ビジネス文書、簿記、ファイナンシャルプランナー）、ICT活用・情報サービス（ITパスポート、情報活用試験(J検)）、医療・調剤（医療事務、調剤薬局事務）、ブライダル（サービス接遇、色彩）に関する資格取得の講座を開講。受講料は無料。

  - AIで授業をパワーアップ
    - 学生個人のPCを活用して、AIを活用した授業とともに、AIを活用できる人材育成に取り組んでいく。

### 研究
- 『創価女子短期大学紀要』[43]

#### 取得資格について
- 実用英語技能検定・秘書技能検定・TOEIC・システムアドミニストレータ・ビジネス文書技能検定などの民間資格取得に力をいれている。

文科省に採択された特色ある取組
- 特色ある大学教育支援プログラム
  - 「体験学習を生かした実践的英語教育の取組～社会性と国際性に富む女性の育成を目指して～」
- 特色ある大学教育支援プログラム
  - 「学生の資格取得への総合的支援システム」
- 大学教育・学生支援推進事業
  - 「Ｕターンを中心としたより効果的できめ細かな就職支援強化の取組」
- 大学生の就業力育成支援事業
  - 「女性のキャリア形成のための就業力育成支援～ATACサイクルを基盤とした就業基礎力の向上～」

## 施設

### 校舎
- 2008年9月にキャンパスがリニューアルされ、白を基調とした造りとなっている。

### 図書館
- 香峯図書館：所蔵数は約80,000冊。

### 体育施設
- 白鳥体育館

### 学生食堂
- プリンセス食堂
- ニュープリンスホール（創価大学大教室棟1Ｆに併設）
- ニューロワール（創価大学）
- グランカフェ（創価大学中央教育棟4Ｆに併設）

### その他の施設
- クラブハウス

### 学生寮
- 朝風寮
- 香友寮

## 入学試験
- 自己推薦入試（英語選抜型）
- 自己推薦入試（資格・検定選抜型）
- 同窓生推薦入試
- 公募推薦入試
- 指定校推薦入試
- 一般入試
- 帰国学生入試
- 外国人学生入試

## 学生生活

### 奨学金
- 創価女子短期大学給付奨学金（学費減免）
- 創価女子短期大学牧口記念教育基金会奨学金（給付型）
- 短大白鳥会給付奨学金
- 兄弟姉妹同時在籍者への給付奨学金
- 特別奨学生制度
- 学費奨励賞
- 短大白鳥会海外プログラムサポート奨学金
- 災害救助法適用地域の受験生に対する特別措置

### 部活動・クラブ活動・サークル活動
- 創価女子短期大学のクラブ活動
  - 体育系：サッカー・ダンス・バスケットボール・バレーボール・剣道・バドミントン・テニスほか
  - 文化系：演劇・軽音楽・作法・写真・吹奏楽・箏曲・放送・美術・ボランティア・合唱・書道・フランス語ほか

### 学園祭
- 創価女子短期大学の学園祭は「白鳥祭」と呼ばれ、例年10月中旬に行われる。

## 大学関係の組織
- 創価女子短期大学には、卒業生の集まりとして「短大白鳥会」がある。

## 対外関係

### 国際交流
- フィリピン       ミリアムカレッジ
- アメリカ合衆国 　アメリカ創価大学
- ニュージーランド 　オタゴ大学

## 社会との関わり
- 社会貢献[44]

## 卒業後の進路について
- 就職実績[45]
- 編入学･進学実績[46]

## 系列校
以下の学校は、いずれも別の学校法人による設置であり、いわゆる「附属学校」ではない。
- 日本
  - 学校法人創価学園
    - 創価中学校・高等学校
    - 関西創価中学校・高等学校
    - 東京創価小学校
    - 関西創価小学校
    - 札幌創価幼稚園
- アメリカ合衆国
  - アメリカ創価大学
- ブラジル
  - ブラジル創価学園（小学校　中学校）
  - ブラジル創価幼稚園
- 香港
  - 香港創価幼稚園
- 韓国
  - 韓国幸福幼稚園
- マレーシア
  - マレーシア創価幼稚園
  - 創価インターナショナルスクール・マレーシア[47]
- シンガポール
  - シンガポール創価幼稚園